# سیاره هلیومی

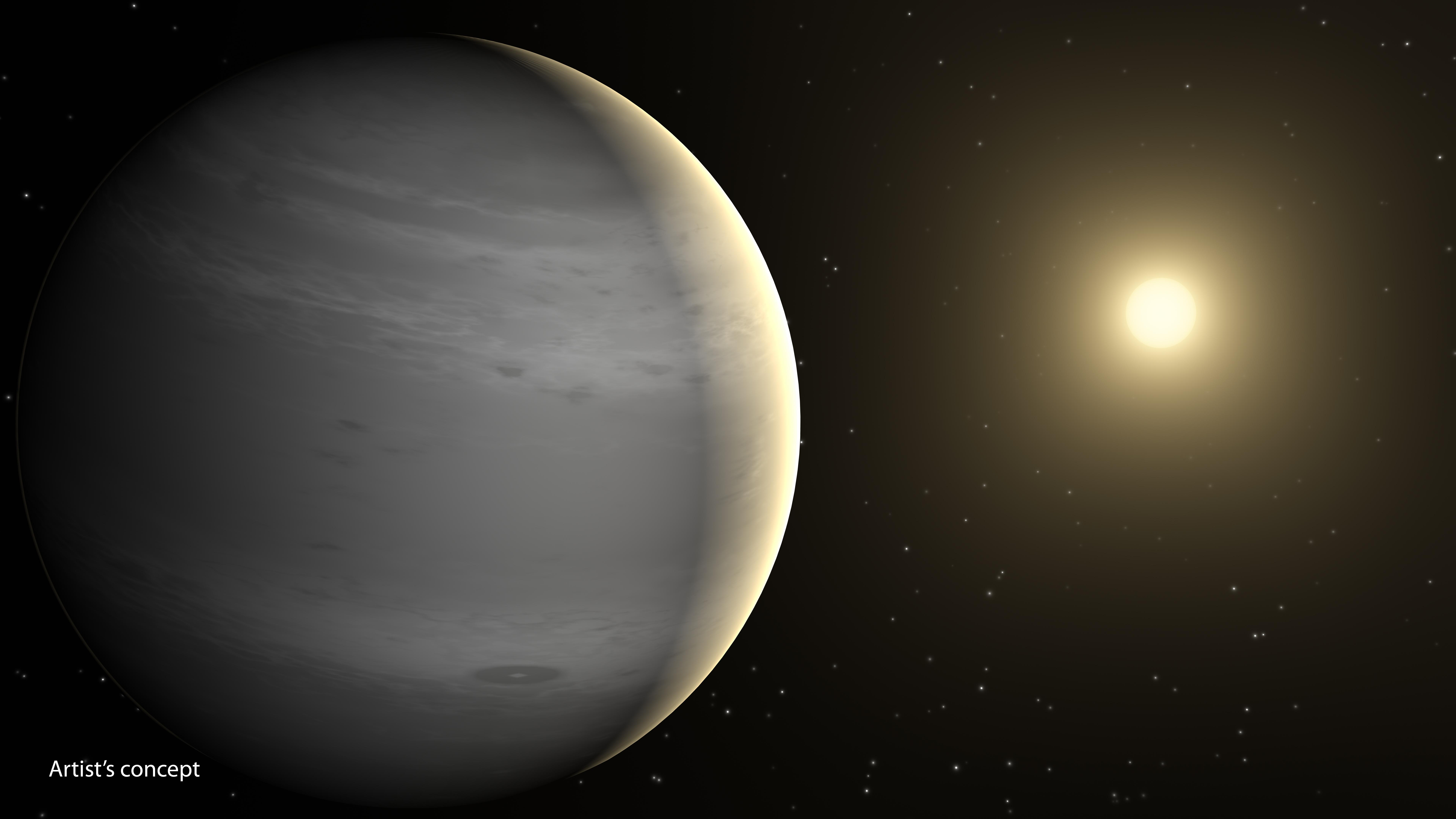
سیارات هلیومی رنگ سفید یا خاکستری خواهند داشت. (تصور هنرمند نشان داده شده است)

سیاره هلیومی، سیاره‌ای با جوی عمده هلیوم است. این امر در تضاد با غول‌های گازی مرسوم مانند مشتری و زحل است که اتمسفر آنها عمدتاً از هیدروژن تشکیل شده و هلیوم در آن‌ها ماده‌ای ثانویه است. سیارات هلیومی ممکن است با روش‌های مختلفی تشکیل شوند. گلیز ۴۳۶ بی، سیاره هلیومی احتمالی است.